# Zandschar
De zandschar of geelstaartschar (Limanda ferruginea) is een straalvinnige vis uit de familie van schollen (Pleuronectidae) en behoort derhalve tot de orde van platvissen (Pleuronectiformes). De vis kan maximaal 64 cm lang en 1500 gram zwaar worden. De hoogst geregistreerde leeftijd 12 jaar.

## Leefomgeving
Limanda ferruginea is een zoutwatervis. De vis prefereert een gematigd klimaat en leeft hoofdzakelijk in de Atlantische Oceaan. De diepteverspreiding is 36 tot 82 m onder het wateroppervlak.

## Relatie tot de mens
Limanda ferruginea is voor de visserij van aanzienlijk commercieel belang. In de hengelsport wordt er weinig op de vis gejaagd.